# الطالعة الكبيرة
الطالعة الكبيرة هو واحد من أطول وأهم الشوارع في فاس البالي، المدينة القديمة في فاس، المغرب. ويمتد الشارع من الشرق إلى الغرب تقريبا، بدءا بالقرب من بوابتي باب بو جلود وباب المحروق في الغرب وانتهاءً بمدراسة العطارين في شرق، بالقرب من جامعة القرويين.

## خلفية: الشوارع الرئيسية في فاس البالي
الشارع تاريخيًا هو سوق تقليدي يمتد على طول شارع بفاس. وهناك شارع آخر، شارع طاليعة الصغيرة، يؤدي دورًا مماثلاً ويمتد بالتوازي إلى حد ما مع طلعة كبيرة: من باب بو جلود في الغرب حتى العودة إلى طلعة كبيرة في منطقة عين العلو في الشرق بين مسجد الشرابليين وفندق النجارين. على الرغم من أن الطالعة الكبيرة هي واحدة من أوسع الشوارع واستقامة في جميع أنحاء المدينة، مثل غيرها من الشوارع في المدينة إلا أن مسارها يتحدد جزئيًا بتضاريس الوادي التي بنيت فيها فاس.
كما هو الحال في العديد من المدن الإسلامية في العصور الوسطى، تمتد شوارع الأسواق التقليدية في فاس عادةً من البوابات الرئيسية للمدينة إلى منطقة المسجد القراويين في المدينة (حاليًا جامة القرويين، قرب زاوية مولاي إدريس الثاني، المعروف تاريخيًا باسم مسجد شورفا)، والذي يقع بدوره في قلب المناطق التجارية والاقتصادية الرئيسية في المدينة.   تشكل شوارع السوق نفسها المحاور التجارية الرئيسية للمدينة وهي موطن لمعظم الكاروانِسرايُ (النزل التجارية). ونتيجة لذلك، نادرًا ما كان التجار والزوار الأجانب بحاجة إلى التجول خارج هذه المناطق، ومعظم الشوارع المتفرعة منها لا تؤدي إلا إلى الممرات السكنية المحلية (غالبًا ما تسمى درب)، وكثير منها يؤدي إلى طرق مسدودة. حتى اليوم، يتم العثور على السياح بشكل عام فقط في هذه الطرق التجارية التقليدية. تقع أهم المعالم الأثرية والمؤسسات في المدينة في شوارع الأسواق التقليدية أو بالقرب منها.

## وصف الشارع: من الغرب إلى الشرق

### من باب بو جلود إلى عين علو
في نهايتها الغربية، تبدأ طالعة كبيرة نظريًا من باب محروق (البوابة الغربية الرئيسية للمدينة تاريخيًا) وتمر أمام الأسوار الجنوبية لقصبة النوار على الحافة الشمالية لبوابة بو جلود. يمكن دخول الشارع مباشرةً من هنا اليوم. من الناحية العملية، يبدأ الشارع من الزاوية الشرقي لقصبة النوار، بالقرب من باب بو جلود. باب بو جلود الأصلي، بوابة بسيطة ومتواضعة (لا تزال مرئية لكنها مغلقة اليوم).
يتواجد في الطرف الغربي من الشارع أسواق المنتجات والجزارين ومتاجر المواد الغذائية الأخرى. عندما يسير المرء شرقاً، فإن أول مسجد على طول الشارع هو مسجد سيدي لزاز على اليمين، الذي تظهر مئذنته عند النظر عبر قوس باب بو جلود.

## معرض الصور

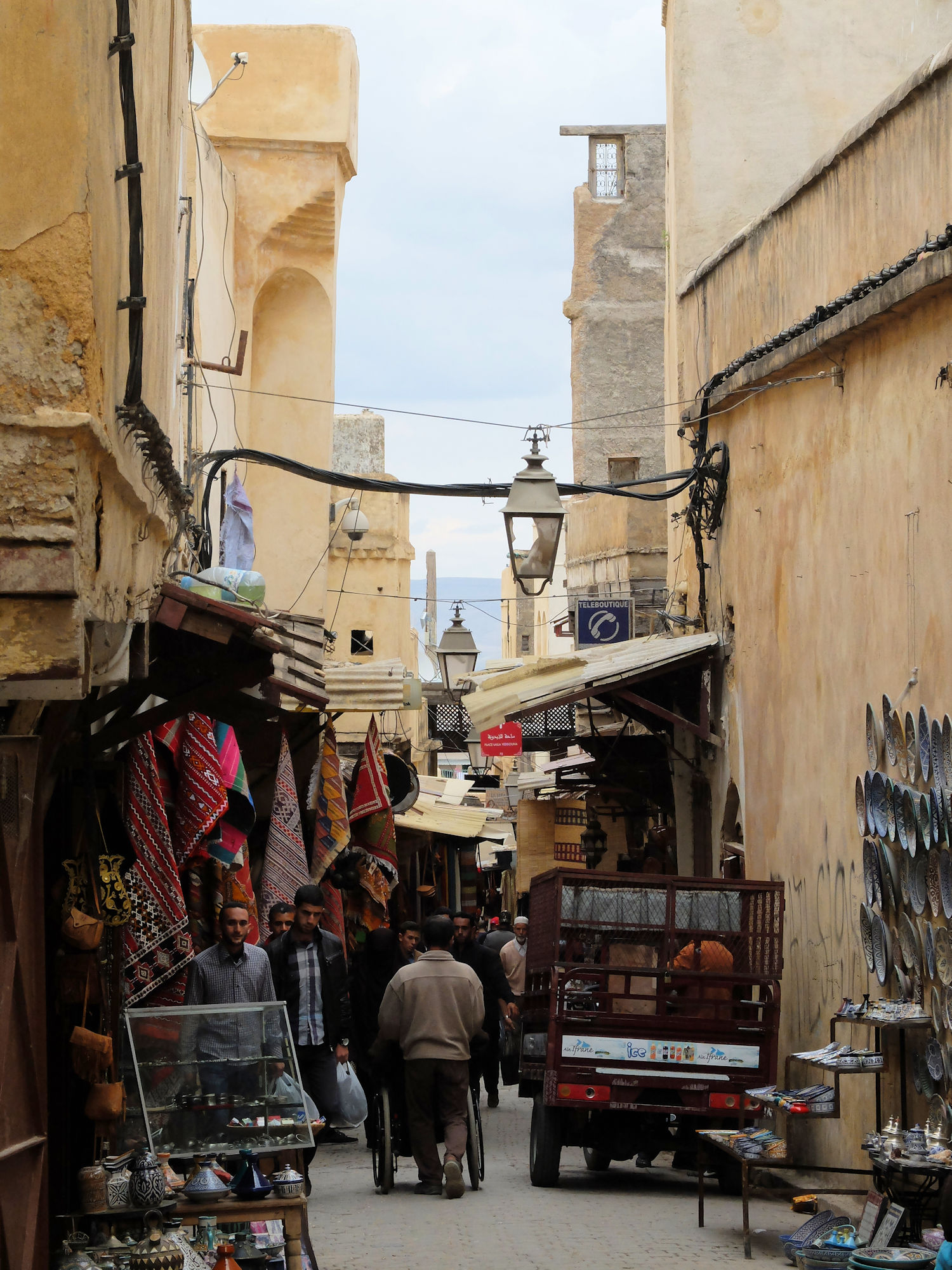
مشهد على طول طالعة الكبيرة. تمتد المحالات التجارية على طول معظم الشارع.
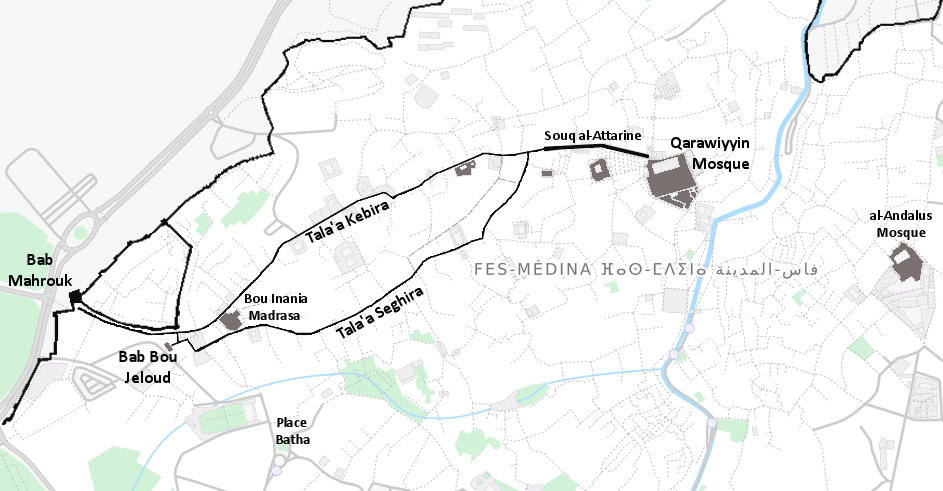
مخطط الطالعة الكبيرة والطالعة الصغيرة في فاس البالي.
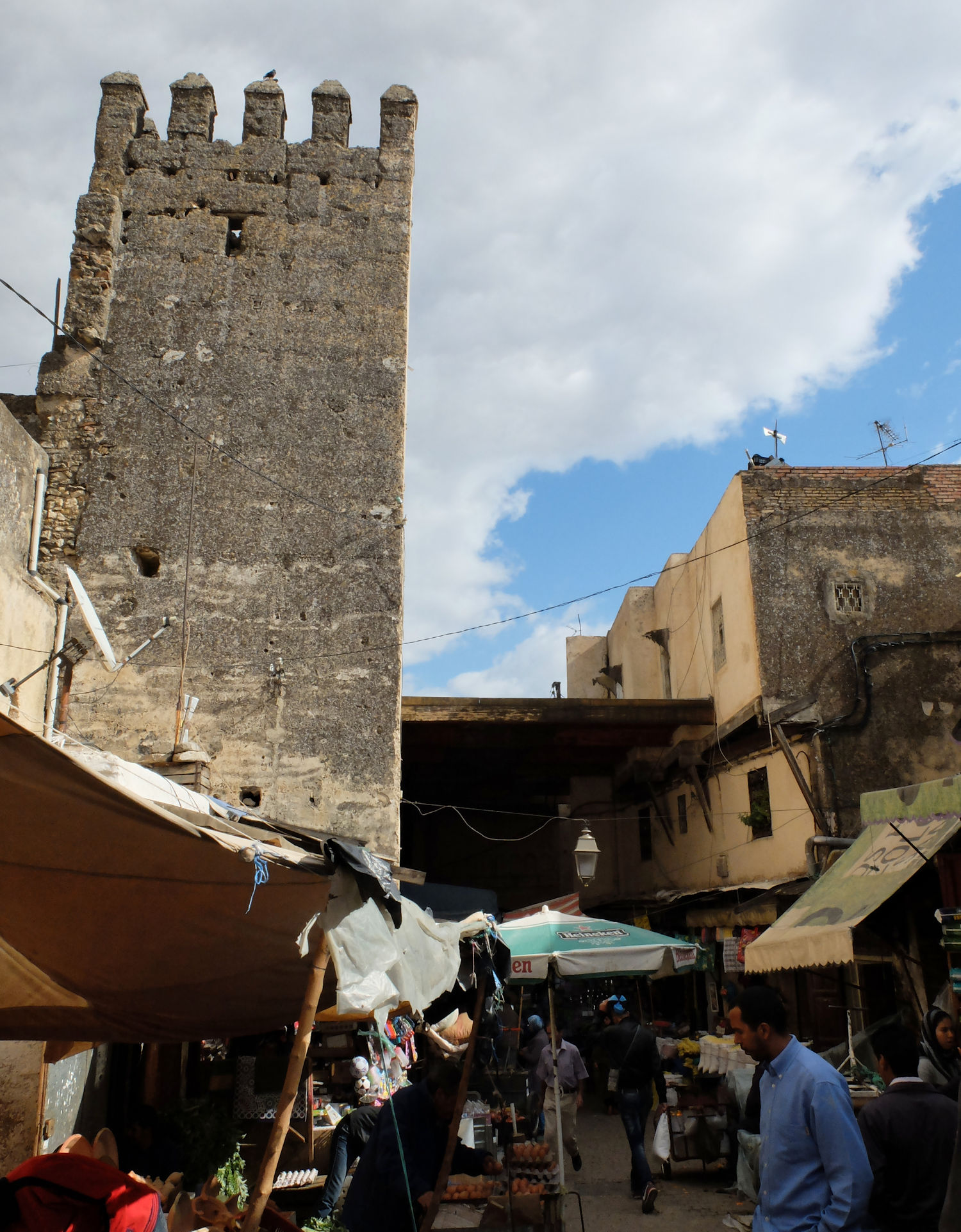
بداية طالعة كبيرة. على اليسار برج يخص قصبة النوار.
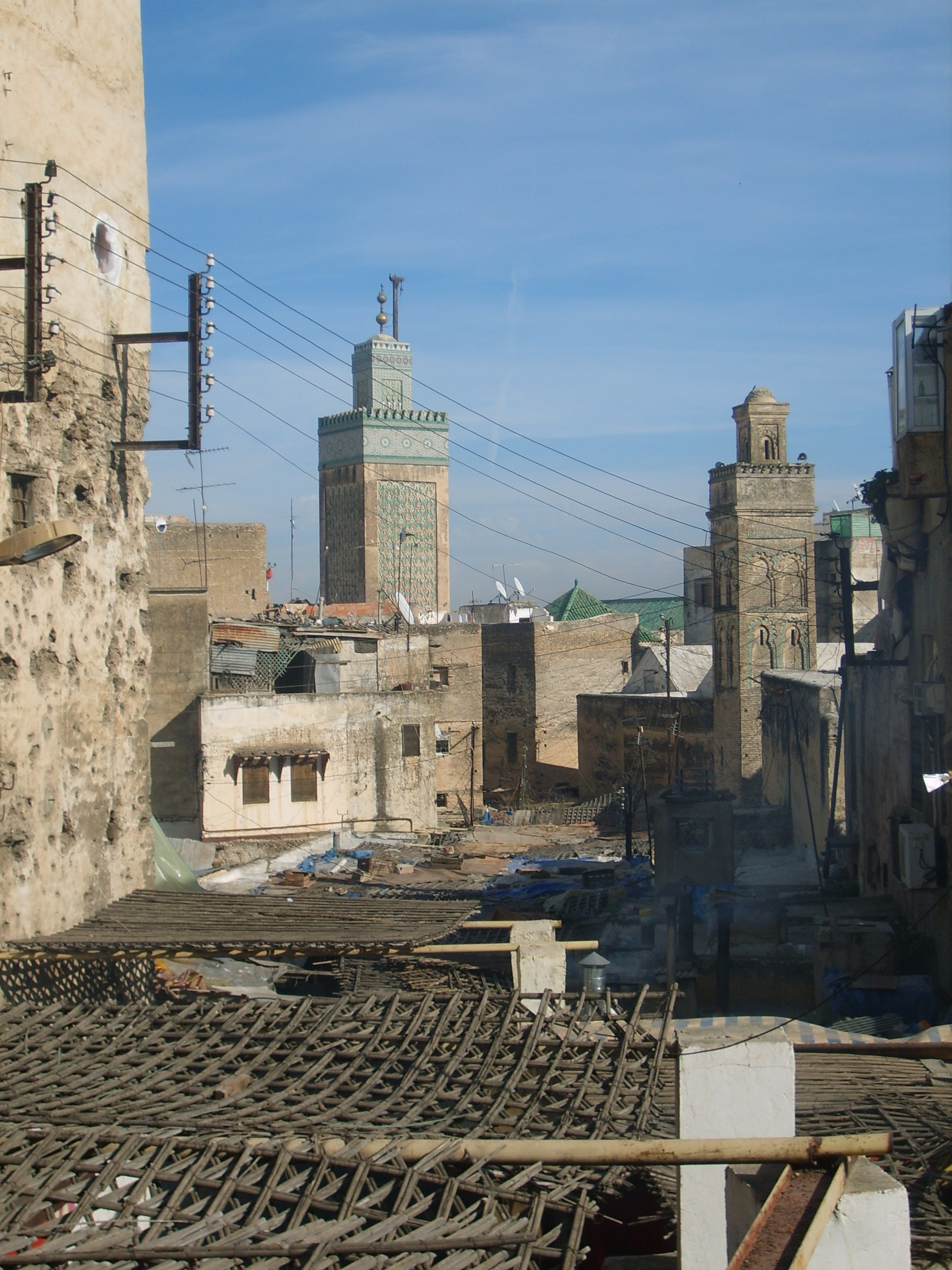
منظر لطالعة الكبيرة قرب باب بجلود من فوق سقف الشارع. المآذن المرئية هي لمدرسة بو عنانية (يسارًا) ومسجد سيدي لزاز (يمينًا).